# Jang Sung-Ho (judoka)
Jang Sung-Ho, född den 22 januari 1978, är en syd-koreansk judoutövare.
Han tog OS-silver i herrarnas lättvikt i samband med de olympiska judotävlingarna 2004 i Aten.